# NGC 4935
NGC 4935 (również PGC 45093 lub UGC 8159) – galaktyka spiralna z poprzeczką (SBb), znajdująca się w gwiazdozbiorze Warkocza Bereniki. Odkrył ją Lewis A. Swift 17 kwietnia 1887 roku.